# Zakan
Zakan ou Zakkan est un village du Cameroun, situé dans l'arrondissement (commune) de Deuk, le département du Mbam-et-Inoubou et la région du Centre.

## Population
En 1964, Zakan comptait 120 habitants, principalement des Balom. Lors du recensement de 2005, on y a dénombré 376 personnes.